# Pedro González (Fußballspieler, 1943)
Pedro González Zavala (* 19. Mai 1943 in Lima) ist ein ehemaliger peruanischer Fußballspieler. Er nahm an der Fußball-Weltmeisterschaft 1970 in Mexiko teil.

## Karriere

### Spielerkarriere
González begann seine fußballerische Laufbahn im Jahr 1963 in seiner Heimatstadt Lima beim dortigen Klub Porvenir Miraflores aus dem gleichnamigen Distrikt. 1964 wechselte er zum  heutigen peruanischen Rekordmeister Universitario de Deportes, mit dem er 1964, 1966, 1967 und 1969 die peruanische Meisterschaft gewann.
Ab 1971 setzte González seine Karriere bei Defensor Lima aus dem Stadtbezirk Breña fort. Mit diesem Verein wurde er 1973 erneut peruanischer Meister.
1975 schloss er sich für ein Jahr den Sport Boys aus Callao an, wo er seine aktive Laufbahn als Spieler beendete.

### Nationalmannschaft
Zwischen 1967 und 1973 bestritt González 16 Länderspiele für die peruanische Fußballnationalmannschaft, in denen er ohne Torerfolg blieb.
Er wurde in das peruanische Aufgebot für die Fußball-Weltmeisterschaft 1970 in Mexiko berufen. Bei diesem Turnier kam er in den Vorrundenspielen gegen Marokko  und die BR Deutschland zum Einsatz.

## Erfolge
- Peruanische Meisterschaft: 1964, 1966, 1967, 1969 und 1973